# Boonsak Ponsana
Boonsak Ponsana (Thai: บุญศักดิ์ พลสนะ; * 22. Februar 1982 in Bangkok) ist ein thailändischer Badmintonnationalspieler.

## Karriere
Boonsak spielte bei den Olympia 2004 im Männereinzel und schlug Chris Dednam aus Südafrika und Lee Hyun-il aus Südkorea in den ersten beiden Runden. Im Viertelfinale bezwang er Ronald Susilo aus Singapur mit 15:10, 15:1. Boonsak kam ins Halbfinale, welches er gegen Taufik Hidayat aus Indonesien mit 15:9, 15:2 verlor. Im Spiel um die Bronzemedaille unterlag er erneut einem Indonesier, diesmal Sony Dwi Kuncoro mit 15:11, 17:16 und wurde Vierter.
Bei Olympia 2000 verlor Boonsak in der Runde der letzten 64.

## Sportliche Erfolge
| Saison | Veranstaltung                       | Disziplin    | Platz | Name            |
| ------ | ----------------------------------- | ------------ | ----- | --------------- |
| 1999   | Thailändische Meisterschaft         | Herreneinzel | 1     | Boonsak Ponsana |
| 1999   | Weltmeisterschaft                   | Herreneinzel | 33    | Boonsak Ponsana |
| 2000   | Olympia                             | Herreneinzel | 33    | Boonsak Ponsana |
| 2000   | Thailändische Meisterschaft         | Herreneinzel | 1     | Boonsak Ponsana |
| 2001   | Südostasienspiele                   | Herreneinzel | 2     | Boonsak Ponsana |
| 2001   | Thailändische Meisterschaft         | Herreneinzel | 1     | Boonsak Ponsana |
| 2003   | Thailändische Meisterschaft         | Herreneinzel | 1     | Boonsak Ponsana |
| 2003   | Smiling Fish                        | Herreneinzel | 1     | Boonsak Ponsana |
| 2004   | Olympia                             | Herreneinzel | 4     | Boonsak Ponsana |
| 2004   | Thailändische Meisterschaft         | Herreneinzel | 1     | Boonsak Ponsana |
| 2004   | Weltmeisterschaften der Studenten   | Herreneinzel | 1     | Boonsak Ponsana |
| 2004   | Thailand Open                       | Herreneinzel | 1     | Boonsak Ponsana |
| 2005   | Thailand Open                       | Herreneinzel | 3     | Boonsak Ponsana |
| 2005   | Thailändische Meisterschaft         | Herreneinzel | 1     | Boonsak Ponsana |
| 2006   | Asienmeisterschaft                  | Herreneinzel | 2     | Boonsak Ponsana |
| 2007   | Thailändische Meisterschaft         | Herreneinzel | 1     | Boonsak Ponsana |
| 2007   | Singapur Open                       | Herreneinzel | 1     | Boonsak Ponsana |
| 2007   | Südostasienspiele                   | Herreneinzel | 3     | Boonsak Ponsana |
| 2008   | Thailändische Meisterschaft         | Herreneinzel | 1     | Boonsak Ponsana |
| 2008   | Olympia                             | Herreneinzel | 17    | Boonsak Ponsana |
| 2009   | Thailändische Meisterschaft         | Herreneinzel | 1     | Boonsak Ponsana |
| 2010   | Asienmeisterschaft                  | Herreneinzel | 3     | Boonsak Ponsana |
| 2012   | Singapur Open Super Series          | Herreneinzel | 1     | Boonsak Ponsana |
| 2012   | Open Japan Super Series             | Herreneinzel | 2     | Boonsak Ponsana |
| 2012   | Denmark Super Series Premier        | Herreneinzel | 9     | Boonsak Ponsana |
| 2012   | French Super Series                 | Herreneinzel | 9     | Boonsak Ponsana |
| 2012   | China Open Super Series             | Herreneinzel | 9     | Boonsak Ponsana |
| 2012   | BWF Super Series Finale             | Herreneinzel | 5     | Boonsak Ponsana |
| 2013   | German Open Grand Prix Gold         | Herreneinzel | 3     | Boonsak Ponsana |
| 2013   | Badminton-Asienmeisterschaft        | Herreneinzel | 5     | Boonsak Ponsana |
| 2013   | India Open Super Series             | Herreneinzel | 3     | Boonsak Ponsana |
| 2013   | Thailand Open Grand Prix Gold       | Herreneinzel | 3     | Boonsak Ponsana |
| 2013   | Indonesia Open Super Series Premier | Herreneinzel | 5     | Boonsak Ponsana |
| 2013   | Singapur Open Super Series          | Herreneinzel | 2     | Boonsak Ponsana |